# 충청북도의 기념물 (제1호 ~ 제100호)
충청북도 기념물은 지방기념물 중에서 충청북도 내에 있는 문화재를 의미한다. 최고의 문화재로 지정되지 않은 것들 중 패총, 고분, 성지, 궁지 등의 사적지 중 역사적, 학술적 가치가 있는 것, 경승지로서 예술적 기교, 관람 가치가 있는 및 동물, 식물, 광물, 동굴 등에서 학술적인 가치가 있는 것"을 대상으로 충청북도지사가 조례에 따라 지정한다.

## 지정목록

### 제1호 ~ 제100호
| 번호  | 사진 | 명칭                                                                  | 소재지                                          | 관리자 (단체)          | 지정일                                                                   | 참조 |
| 1호   |      | 진천 길상사 (鎭川 吉祥祠)                                             | 충북 진천군 진천읍 벽암리 508                   | 진천군                 | 1975년 2월 21일 지정                                                     |      |
| 2호   |      | 영춘온달성 (永春溫達城)                                               | 충북 단양군 영춘면 하리                         | 단양군                 | 1975년 8월 20일 지정, 1979년 7월 26일 해제, 사적 264호로 승격            |      |
| 3호   |      | 영춘남굴 (永春南窟)                                                   | 충북 단양군 영춘면 하리                         | .                      | 1975년 8월 20일 지정, 1979년 6월 18일 해제, 천연기념물 261호로 승격      |      |
| 4호   |      | 충주탄금대 (忠州彈琴臺)                                               | 충북 충주시 칠금동 산1                          | 김용한                 | 1976년 12월 21일 지정, 2008년 7월 9일 해제, 명승 42호로 승격             |      |
| 5호   |      | 청주 압각수 (淸州 鴨脚樹)                                             | 충북 청주시 상당구 남문로2가 92-6               | 청주시                 | 1976년 12월 21일 지정                                                    |      |
| 6호   |      | 옥천 척화비 (沃川 斥和碑)                                             | 충북 옥천군 옥천읍 삼양리 산4-4                 | 옥천군                 | 1976년 12월 21일 지정                                                    |      |
| 7호   |      | 괴산 칠충사 (槐山 七忠祠)                                             | 충북 괴산군 문광면 광덕리 산94                  | 순창조씨 종중          | 1976년 12월 21일 지정                                                    |      |
| 8호   |      | 영동 난계사 (永同 蘭溪祠)                                             | 충북 영동군 심천면 고당리 515                   | 박영규                 | 1976년 12월 30일 지정                                                    |      |
| 9호   |      | 진천 정송강사 (鎭川 鄭松江祠)                                         | 충북 진천군 문백면 봉죽리 562                   | 진천군                 | 1976년 12월 20일 지정                                                    |      |
| 10호  |      | 송우암신도비및묘소 (宋尤庵神道碑및墓所)                               | 충북 괴산군 청천면 청천리 7-1                   | 송영달                 | 1976년 12월 21일 지정, 1999년 12월 29일 해제, 사적 제417호로 승격        |      |
| 11호  |      | 의림지 (義林池)                                                       | 충북 제천시 모산동 241                          | 제천시                 | 1976년 12월 21일 지정, 2006년 12월 4일 해제, 명승 20호로 승격            |      |
| 12호  |      | 괴산 충민사 (槐山 忠愍祠)                                             | 충북 괴산군 괴산읍 능촌리 57                    | 김팽응                 | 1976년 12월 21일 지정                                                    |      |
| 13호  |      | 옥천 후율당 (沃川 後栗堂)                                             | 충북 옥천군 안내면 도이길 42(도이리 181)        | 배천조씨종중           | 1976년 12월 21일 지정                                                    |      |
| 14호  |      | 옥천 조헌 묘소 (沃川 趙憲 墓所)                                       | 충북 옥천군 안남면 도농리 산63-1                | 배천조씨종중           | 1976년 12월 21일 지정                                                    |      |
| 15호  |      | 보은 후율사 (報恩 後栗祠)                                             | 충북 보은군 수한면 차정리 30-4                  | 정봉영                 | 1976년 12월 21일 지정                                                    |      |
| 16호  |      | 청주 충렬사 (淸州 忠烈祠)                                             | 충북 청주시 흥덕구 수의동 산105                 | 송용준                 | 1977년 12월 6일 지정                                                     |      |
| 17호  |      | 청주 표충사 (淸州 表忠祠)                                             | 충북 청주시 상당구 수동 6-11                    | 이덕근                 | 1977년 12월 6일 지정                                                     |      |
| 18호  |      | 제천 황강영당 및 수암사 (堤川 黃江影堂 및 遂庵祠)                     | 충북 제천시 한수면 송계리 산33                  | 권희만                 | 1977년 12월 7일 지정                                                     |      |
| 19호  |      | 단양 천동동굴 (丹陽 泉洞洞窟)                                         | 충북 단양군 단양읍 천동리 산17-1                | 박영생                 | 1977년 12월 6일 지정                                                     |      |
| 20호  |      | 청주 곽예 묘소 (淸州 郭預 墓所)                                       | 충북 청주시 상당구 명암동 산20-1                | 곽한봉                 | 1977년 12월 6일 지정                                                     |      |
| 21호  |      | 충주 이수일 묘소 (忠州 李守一 墓所)                                   | 충북 충주시 금가면 오석리 202-1                 | 경주이씨국당공파종회   | 1978년 2월 22일 지정                                                     |      |
| 22호  |      | 영동 삼괴당 (永同 三槐堂)                                             | 충북 영동군 상촌면 임산리 446                   | 남기서                 | 1978년 10월 27일 지정                                                    |      |
| 23호  |      | 청주 척화비 (淸州 斥和碑)                                             | 충북 청주시 상당구 남문로2가 92-13              | 청주시                 | 1978년 10월 27일 지정                                                    |      |
| 24호  |      | 괴산 고산정 및 제월대 (槐山 孤山亭 및 霽月臺)                         | 충북 괴산군 괴산읍 제월리 산16-2                | 유해익                 | 1978년 10월 27일 지정                                                    |      |
| 25호  |      | 괴산 만동묘정비 (槐山 萬東廟庭碑)                                     | 충북 괴산군 청천면 화양리 393-2                 | 괴산군                 | 1978년 10월 27일 지정                                                    |      |
| 26호  |      | 단양노동동굴 (丹陽蘆洞洞窟)                                           | 충북 단양군 대강면 노동리                       | .                      | 1978년 10월 27일 지정, 1979년 6월 18일 해제, 천연기념물 262호로 승격     |      |
| 27호  |      | 충주 박팽년 사당 (忠州 朴彭年 祠堂)                                   | 충북 충주시 신니면 신청리 94                    | 박종덕                 | 1978년 10월 27일 지정                                                    |      |
| 28호  |      | 보은 풍림정사 (報恩 楓林精舍)                                         | 충북 보은군 회인면 눌곡리 126-3                 | 박병종                 | 1976년 12월 21일 지정                                                    |      |
| 29호  |      | 옥천 양신정 (沃川 養神亭)                                             | 충북 옥천군 동이면 옥천동이로 788-29(금암리 76) | 옥천전씨종중           | 1978년 12월 11일 지정                                                    |      |
| 30호  |      | 청주 손병희 생가 (淸州 孫秉熙 生家)                                   | 충북 청주시 청원구 북이면 의암로 234            | 손기호                 | 1979년 9월 29일 지정, 2014년 6월 27일 명칭변경                           |      |
| 31호  |      | 충주 남산성 (忠州 南山城)                                             | 충북 충주시 직동 산24-1                         | 충주시                 | 1980년 1월 9일 지정                                                      |      |
| 32호  |      | 음성 권근 삼대 묘소 및 신도비 (陰城 權近 三代 墓所 및 神道碑)         | 충북 음성군 생극면 방축리 산7                   | 권영수                 | 1980년 1월 9일 지정                                                      |      |
| 33호  |      | 괴산 정인지 묘소 (槐山 鄭麟趾 墓所)                                   | 충북 괴산군 불정면 외령리 산44                  | 하동정씨종중           | 1980년 11월 13일 지정                                                    |      |
| 34호  |      | 영동 부용리 고분 (永同 芙蓉里 古墳)                                   | 충북 영동군 영동읍 부용리 73                    | 강석재                 | 1981년 5월 1일 지정                                                      |      |
| 35호  |      | 제천 덕주산성 (堤川 德周山城)                                         | 충북 제천시 한수면 송계리 산1-1외               | 제천시                 | 1983년 3월 30일 지정                                                     |      |
| 36호  |      | 중원누암리고분군 (中原樓岩里古墳群)                                   | 충북 충주시 가금면 누암리 산141                 | 김규태                 | 1983년 3월 30일 지정, 2005년 3월 25일 해제, 사적 463호로 승격            |      |
| 37호  |      | 제천 자양영당 (堤川 紫陽影堂)                                         | 충북 제천시 봉양읍 공전리 475                   | (사)자양영당           | 1984년 12월 31일 지정                                                    |      |
| 38호  |      | 청주향교 (淸州鄕校)                                                   | 충북 청주시 상당구 대성동                       | .                      | 1977년 12월 6일 지정, 1988년 9월 30일 해제, 충북 유형문화재 39호로 승격  |      |
| 39호  |      | 청안향교 (淸安鄕校)                                                   | 충북 괴산군 청안면 읍리                         | .                      | 1977년 12월 6일 지정, 1988년 9월 30일 해제, 충북 유형문화재 40호로 승격  |      |
| 40호  |      | 청주 안정라씨 삼세충효문 (淸州 安定羅氏 三世忠孝門)                   | 충북 청주시 청원구 내수읍 비중리 110-1          | 나웅찬                 | 1984년 12월 31일 지정, 2014년 6월 27일 명칭변경                          |      |
| 41호  |      | 영동 김자수 고가 (永同 金自粹 古家)                                   | 충북 영동군 심천면 각계리 388                   | 김봉제                 | 1977년 12월 7일 지정                                                     |      |
| 42호  |      | 청주 신항서원 (淸州 莘巷書院)                                         | 충북 청주시 상당구 용정동 120                   | 유도회                 | 1984년 12월 31일 지정                                                    |      |
| 43호  |      | 보은 상현서원 (報恩 象賢書院)                                         | 충북 보은군 장안면 서원리 304                   | 어기선                 | 1984년 12월 31일 지정                                                    |      |
| 44호  |      | 옥천 김문기 유허비 (沃川 金文起 遺墟碑)                               | 충북 옥천군 이원면 백지3길 44-29(백지리 841-1)  | 백촌사상연구소장(허명) | 1984년 12월 31일 지정                                                    |      |
| 45호  |      | 옥천 송시열 유허비 (沃川 宋時烈 遺墟碑)                               | 충북 옥천군 이원면 용방리 134-2                 | 조석호                 | 1979년 9월 29일 지정                                                     |      |
| 46호  |      | 영동 송시열 유허비 (永同 宋時烈 遺墟碑)                               | 충북 영동군 황간면 원촌리 111                   | 조영호                 | 1977년 12월 7일 지정                                                     |      |
| 47호  |      | 충주향교 (忠州鄕校)                                                   | 충북 충주시 교현동                              | .                      | 1980년 1월 9일 지정, 1988년 9월 30일 해제, 충북 유형문화재 57호로 승격   |      |
| 48호  |      | 보은 김수온 부조묘 (報恩 金守溫 不祧廟)                               | 충북 보은군 보은읍 지산리 산332                 | 김석천                 | 1984년 12월 31일 지정                                                    |      |
| 49호  |      | 괴산 청안사마소 (槐山 淸安司馬所)                                     | 충북 괴산군 청안면 읍내리 279                   | 향교재단               | 1984년 12월 31일 지정                                                    |      |
| 50호  |      | 청풍향교 (淸風鄕校)                                                   | 충북 제천시 청풍면 물태리                       | .                      | 1980년 1월 9일 지정, 1988년 9월 30일 해제, 충북 유형문화재 64호로 승격   |      |
| 51호  |      | 보은 고봉정사 (報恩 孤峰精舍)                                         | 충북 보은군 마로면 관기리 458-1                 | 구성회                 | 1984년 12월 31일 지정                                                    |      |
| 52호  |      | 문의향교 (文義鄕校)                                                   | 충북 청주시 문의면 미천리                       | .                      | 1980년 1월 9일 지정, 1988년 9월 30일 해제, 충북 유형문화재 94호로 승격   |      |
| 53호  |      | 보은향교 (報恩鄕校)                                                   | 충북 보은군 보은읍 교사리                       | .                      | 1980년 1월 9일 지정, 1988년 9월 30일 해제, 충북 유형문화재 95호로 승격   |      |
| 54호  |      | 회인향교 (懷仁鄕校)                                                   | 충북 보은군 회북면 부수리                       | .                      | 1980년 1월 9일 지정, 1988년 9월 30일 해제, 충북 유형문화재 96호로 승격   |      |
| 55호  |      | 옥천향교 (沃川鄕校)                                                   | 충북 옥천군 옥천읍 교동                         | .                      | 1980년 1월 9일 지정, 1988년 9월 30일 해제, 충북 유형문화재 97호로 승격   |      |
| 56호  |      | 청산향교 (靑山鄕校)                                                   | 충북 옥천군 청산면 교평리                       | .                      | 1980년 1월 9일 지정, 1988년 9월 30일 해제, 충북 유형문화재 98호로 승격   |      |
| 57호  |      | 영동향교 (永同鄕校)                                                   | 충북 영동군 영동읍 부용리                       | .                      | 1980년 1월 9일 지정, 1988년 9월 30일 해제, 충북 유형문화재 99호로 재지정 |      |
| 58호  |      | 황간향교 (黃澗鄕校)                                                   | 충북 영동군 황간면 남성리                       | .                      | 1980년 1월 9일 지정, 1988년 9월 30일 해제, 충북 유형문화재 100호로 승격  |      |
| 59호  |      | 진천향교 (鎭川鄕校)                                                   | 충북 진천군 진천읍 교사리                       | .                      | 1980년 1월 9일 지정, 1988년 9월 30일 해제, 충북 유형문화재 101호로 승격  |      |
| 60호  |      | 괴산향교 (槐山鄕校)                                                   | 충북 괴산군 괴산읍 서부리                       | .                      | 1980년 1월 9일 지정, 1988년 9월 30일 해제, 충북 유형문화재 102호로 승격  |      |
| 61호  |      | 연풍향교 (延豊鄕校)                                                   | 충북 괴산군 영풍면 행촌리                       | .                      | 1980년 1월 9일 지정, 1988년 9월 30일 해제, 충북 유형문화재 103호로 승격  |      |
| 62호  |      | 음성향교 (陰城鄕校)                                                   | 충북 음성군 음성읍 신천리                       | .                      | 1981년 12월 6일 지정, 1988년 9월 30일 해제, 충북 유형문화재 104호로 승격 |      |
| 63호  |      | 제천향교 (堤川鄕校)                                                   | 충북 제천시 교동                                | 향교재단               | 1981년 12월 6일 지정, 1988년 9월 30일 해제, 충북 유형문화재 105호로 승격 |      |
| 64호  |      | 영춘향교 (永春鄕校)                                                   | 충북 단양군 영춘면 상리                         | 향교재단               | 1981년 12월 6일 지정, 1988년 9월 30일 해제, 충북 유형문화재 106호로 승격 |      |
| 65호  |      | 단양향교 (丹陽鄕校)                                                   | 충북 단양군 단성면 상방리                       | .                      | 1981년 12월 6일 지정, 1988년 9월 30일 해제, 충북 유형문화재 107호로 승격 |      |
| 66호  |      | 청주 송상현 묘소 및 신도비 (淸州 宋象賢 墓所 및 神道碑)               | 충북 청주시 흥덕구 수의동 산1-1                 | 여산송씨종중           | 1984년 12월 31일 지정                                                    |      |
| 67호  |      | 충주 임경업 묘소 (忠州 林慶業 墓所)                                   | 충북 충주시 풍동 산45-1                         | 평택임씨종중           | 1984년 12월 31일 지정                                                    |      |
| 68호  |      | 청주 최명길 묘소 (淸州 崔鳴吉 墓所)                                   | 충북 청주시 청원구 북이면 대율리 253-3          | 전주최씨종중           | 1984년 12월 31일 지정, 2014년 6월 27일 명칭변경                          |      |
| 69호  |      | 청주 영조 태실 (淸州 英祖 胎室)                                       | 충북 청주시 상당구 낭성면 무성리 산 6-1         | 청주시                 | 1984년 12월 31일 지정                                                    |      |
| 70호  |      | 보은 성운 묘소 및 묘갈 (報恩 成運 墓所 및 墓碣)                       | 충북 보은군 보은읍 성족리 산35                  | 김홍규                 | 1986년 4월 28일 지정                                                     |      |
| 71호  |      | 청주 박광우 묘소 (淸州 朴光佑 墓所)                                   | 충북청주시 서원구 남이면 수대리 산73-1          | 박재묵                 | 1987년 3월 31일 지정, 2014년 6월 27일 명칭변경                           |      |
| 72호  |      | 청주 한란 묘소 및 신도비 (淸州 韓蘭 墓所 및 神道碑)                   | 충북 청주시 상당구 남일면 가산리 산18           | 청주한씨종중           | 1987년 3월 31일 지정, 2014년 6월 27일 명칭변경                           |      |
| 73호  |      | 청주 체화당사 및 사적비 (淸州 棣華堂祠 및 事蹟碑)                     | 충북 청주시 상당구 남일면 신송리 산69-2         | 교화노씨종중           | 1987년 3월 31일 지정, 2014년 6월 27일 명칭변경                           |      |
| 74호  |      | 괴산 수월정 (槐山 水月亭)                                             | 충북 괴산군 칠성면 사은리 245                   | 노덕균                 | 1987년 3월 31일 지정                                                     |      |
| 75호  |      | 영동 박연 묘소 (永同 朴堧 墓所)                                       | 충북 영동군 심천면 고당리 산49-1                | 박응용                 | 1987년 3월 31일 지정                                                     |      |
| 76호  |      | 영동 김수온 묘소 (永同 金守溫 墓所)                                   | 충북 영동군 용산면 한곡리 산18-1                | 김동대                 | 1987년 3월 31일 지정                                                     |      |
| 77호  |      | 진천 이상설 생가 (鎭川 李相卨 生家)                                   | 충북 진천군 진천읍 산척리 134-2                 | 진천군                 | 1987년 3월 31일 지정                                                     |      |
| 78호  |      | 진천 홍우경・정인옹주 묘소 (鎭川 洪友敬・貞仁翁主 墓所)               | 충북 진천군 광혜원면 실원리 산50-2              | 남양홍씨종중대표       | 1988년 9월 30일 지정                                                     |      |
| 79호  |      | 김유신장군유허지 (金庾信將軍遺墟址)                                   | 충북 진천군 진천면 상계리 18                    | 김해김씨종중대표       | 1988년 9월 30일 지정, 1999년 6월 11일 해제, 사적 414호로 승격            |      |
| 80호  |      | 진천 남지 묘소 및 신도비 (鎭川 南智 墓所 및 神道碑)                   | 충북 진천군 문백면 평산리 산18-1                | 의령남씨종중대표       | 1988년 9월 30일 지정                                                     |      |
| 81호  |      | 충주 문주리 요지 (忠州 文周里 窯址)                                   | 충북 충주시 이류면 문주리 50-1                  | 충주시                 | 1988년 9월 30일 지정                                                     |      |
| 82호  |      | 청주정북동토성 (淸州井北洞土城)                                       | 충북 청주시 상당구 정북동 351-363               | 청주시                 | 1990년 12월 14일 지정, 1999년 6월 11일 해제, 사적 415호로 승격           |      |
| 83호  |      | 진천대모산성 (鎭川大母山城)                                           | 충북 진천군 진천읍 성석리 산1-4번지             | 진천군                 | 1990년 12월 14일 지정                                                    |      |
| 84호  |      | 청주 방정 (淸州 方井)                                                 | 충북 청주시 상당구 방서동 588                   | 청주한씨종중           | 1990년 12월 14일 지정                                                    |      |
| 85호  |      | 청주 무농정 (淸州 務農亭)                                             | 충북 청주시 상당구 방서동 210-4                 | 청주한씨종중           | 1990년 12월 14일 지정                                                    |      |
| 86호  |      | 청주 산덕리 태실 (淸州 山德里 胎室)                                   | 충북 청주시 상당구 문의면 산덕리 411            | 청주시                 | 1993년 6월 4일 지정, 2014년 6월 27일 명칭변경                            |      |
| 87호  |      | 제천 박약재 (堤川 博約齋)                                             | 충북 제천시 두학동 231                          | 진주강씨종중           | 1993년 11월 5일 지정                                                     |      |
| 88호  |      | 영동 박흥생 묘비 (永同 朴興生 墓碑)                                   | 충북 영동군 심천면 고당리 산52-1                | 밀양박씨종중           | 1993년 11월 5일 지정                                                     |      |
| 89호  |      | 영동 김영이・장비 단소 (永同 金令貽・張丕 壇所)                       | 충북 영동군 양강면 남전리 산637                 | 김동대                 | 1993년 11월 5일 지정                                                     |      |
| 90호  |      | 청주 신채호 사당 및 묘소 (淸州 申采浩 祠堂 및 墓所)                   | 충북 청주시 상당구 낭성면 귀래길 249            | 고령신씨종중           | 1993년 11월 5일 지정, 2014년 6월 27일 명칭변경                           |      |
| 91호  |      | 진천 송인 묘소 (鎭川 宋仁 墓所)                                       | 충북 진천군 덕산면 두촌리 산21-7                | 진천송씨대종회         | 1994년 1월 7일 지정                                                      |      |
| 92호  |      | 제천 원호 유허비 및 관란정 (堤川 元昊 遺墟碑 및 觀瀾亭)               | 충북 제천시 송학면 장곡리 산14-2                | 원주원씨종중           | 1994년 6월 24일 지정                                                     |      |
| 93호  |      | 제천 청풍 망월산성 (堤川 淸風 望月山城)                               | 충북 제천시 청풍면 물태리 산6-2 외              | 제천시                 | 1994년 6월 24일 지정                                                     |      |
| 94호  |      | 진천 이정 묘소 (鎭川 李挺 墓所)                                       | 충북 진천군 문백면 사양리 산58                  | 청주이씨종중           | 1994년 6월 24일 지정                                                     |      |
| 95호  |      | 진천 이거이 묘소 (鎭川 李居易 墓所)                                   | 충북 진천군 진천읍 상계리 산45-1                | 청주이씨종중           | 1994년 6월 24일 지정                                                     |      |
| 96호  |      | 영동 추풍령 전적 및 장지현 순절비 (永同 秋風嶺 戰蹟 및 張智賢 殉節碑) | 충북 영동군 추풍령면 사부리 518                 | 강달옥                 | 1994년 12월 30일 지정                                                    |      |
| 97호  |      | 영동 가곡리 고분 (永同 柯谷里 古墳)                                   | 충북 영동군 양산면 가곡리 141-7                 | 이진경                 | 1994년 12월 30일 지정                                                    |      |
| 98호  |      | 증평 배극렴 묘소 (曾坪 裵克廉 墓所)                                   | 충북 증평군 증평읍 송산리 산28                  | 성주배씨종중           | 1994년 12월 30일 지정                                                    |      |
| 99호  |      | 음성 경녕군 부인 김씨 묘소 (陰城 敬寧君 夫人 金氏 墓所)               | 충북 음성군 감곡면 영산리 산15-1                | 이학규                 | 1994년 12월 30일 지정                                                    |      |
| 100호 |      | 충주 미륵리 요지 (忠州 彌勒里 窯址)                                   | 충북 충주시 수안보면 미륵리 215                 | 충주시                 | 1994년 12월 30일 지정                                                    |      |